# یوسف جابر
یوسف جابر (انگلیسی: Yousif Jaber؛ زادهٔ ۲۵ فوریهٔ ۱۹۸۵) یک بازیکن فوتبال اهل امارات متحده عربی است.
وی همچنین در تیم ملی فوتبال امارات متحده عربی بازی کرده‌است.